# Open des trois rois de snooker
L'Open des trois rois est un tournoi de snooker organisé à Rankweil, en Autriche, ouvert aux joueurs professionnels et amateurs et de catégorie non classée (en anglais non ranking), c'est-à-dire ne comptant pas pour le classement mondial.
Le tournoi s'est tenu pour la première fois en 2010 et a été renouvelé chaque année jusqu'en 2020. L'édition 2021 a été annulée en raison de la pandémie de covid-19.
Tony Drago a remporté le tournoi à trois reprises. Le tenant du titre est Richard Wienold.

## Palmarès
| Année                        | Vainqueur                    | Finaliste                    | Score                        | Saison                       |
| Open des trois rois (pro-am) | Open des trois rois (pro-am) | Open des trois rois (pro-am) | Open des trois rois (pro-am) | Open des trois rois (pro-am) |
| ---------------------------- | ---------------------------- | ---------------------------- | ---------------------------- | ---------------------------- |
| 2010                         | Dominic Dale                 | Matthew Couch                | 5–1                          | 2009-2010                    |
| 2011                         | Dominic Dale (2)             | Tony Drago                   | 5–1                          | 2010-2011                    |
| 2012                         | Tony Drago                   | Bjorn Haneveer               | 5–3                          | 2011-2012                    |
| 2013                         | Stephen Lee                  | Tony Drago                   | 5–4                          | 2012-2013                    |
| 2014                         | Luca Brecel                  | Tony Drago                   | 5–4                          | 2013-2014                    |
| 2015                         | Tony Drago (2)               | Luca Brecel                  | 5–4                          | 2014-2015                    |
| 2016                         | Tony Drago (3)               | Brian Cini                   | 5–1                          | 2015-2016                    |
| 2017                         | Alexander Ursenbacher        | Bjorn Haneveer               | 5–1                          | 2016-2017                    |
| 2018                         | Lukas Kleckers               | Andreas Ploner               | 5–1                          | 2017-2018                    |
| 2019                         | Ross Muir                    | Andreas Ploner               | 4–1                          | 2018-2019                    |
| 2020                         | Luca Brecel (2)              | Alexander Ursenbacher        | 5–2                          | 2019-2020                    |
| 2023                         | Tom Zimmermann               | Patrick Rohner               | 3–1                          | 2022-2023                    |
| 2024                         | Alexander Ursenbacher (2)    | Luca Kaufmann                | 3–0                          | 2023-2024                    |
| 2025                         | Richard Wienold              | Alexander Ursenbacher        | 3–1                          | 2024-2025                    |

## Bilan par pays
| Pays           | Joueurs | Total | Premier titre | Dernier titre |
| -------------- | ------- | ----- | ------------- | ------------- |
| Malte          | 1       | 3     | 2012          | 2016          |
| Suisse         | 2       | 3     | 2017          | 2024          |
| Pays de Galles | 1       | 2     | 2010          | 2011          |
| Belgique       | 1       | 2     | 2014          | 2020          |
| Allemagne      | 2       | 2     | 2018          | 2025          |
| Angleterre     | 1       | 1     | 2013          | 2013          |
| Écosse         | 1       | 1     | 2019          | 2019          |